# Калиник II Видински
Калиник (на гръцки: Καλλίνικος) е православен духовник, митополит на Вселенската патриаршия.

## Биография
Калиник служи като игумен на манастира „Свети Марк“ във Влашко. Извършва някакво престъпление и за да избегне наказание от митрополит Доситей Угровлашки, бяга във Видин. Там успява да спечели благоразположението на могъщия видински паша Осман Пазвантоглу, който успява да го издигне фактически за видински митрополит. Но тъй като има само сан презвитер и не може да извършва архиерейски действия, е заменен в тази област от епископ Софроний Врачански, като по същото време каноничният видински митрополит Григорий постоянно живее в Цариград. Патриаршията обявява свалянето на Калиник от престола през септември 1800 година, но той продължава да изпълнява свещеническите си задължения благодарение на благоволението на Пазвантоглу. През 1803 година, след помирението на Пазвантоглу с османските власти, Калиник е оправдан и надлежно избран за митрополит на Видин. На 28 март 1803 година е ръкоположен в църквата „Св. св. Константин и Елена“ в Букурещ за видински митрополит. Хиротонията e извършена от митрополит Доситей Угровлашки в съслужение с митрополитите Нектарий Сардийски, Мелетий Тиваидски (Александрийска патриаршия), Йосиф Севастийски, Никодим Илиополски (Антиохийска патриаршия), Калиник Севастополски, Лаврентий Христополски, архиепископ Антим Погониански и епископите на Нектарий Римнишки, Константий Бузъуски, Теофилакт Титуполски и Даниил Зъхненски. През 1806 година е арестуван от османските власти заедно с други свещеници и миряни заради участието си в Сръбското въстание. Екзекутиран е от османците пред църквата „Свети Николай“ във Видин.